# Kim Youn-kyung
 (juin 2019).
Si vous disposez d'ouvrages ou d'articles de référence ou si vous connaissez des sites web de qualité traitant du thème abordé ici, merci de compléter l'article en donnant les références utiles à sa vérifiabilité et en les liant à la section « Notes et références ».
Kim Youn-kyung (en coréen : 김윤경), est une dessinatrice de manhwa coréenne. Elle est la dessinatrice de Yureka, dont l'auteur est Son Hee-joon.